# Lòng chính trực
Chính trực là đức tính của sự trung thực và sự tuân theo các tiêu chuẩn đạo đức một cách mạnh mẽ; nói cách khác, nó là sự trung thực gắn liền với đạo đức. Thông thường, nó là một sự lựa chọn của cá nhân để giữ cho người đó luôn bám chắc vào các nguyên tắc và tiêu chuẩn đạo đức.
Trong Đạo đức học, Lòng chính trực được nhiều học giả định nghĩa như sự trung thực hay sự hoàn hảo trong cách hành xử của một người. Lòng chính trực cũng có thể được định nghĩa như một sự đối lập với tính Đạo đức giả, lòng chính trực có thể là tình trạng vững bền của nội tâm về Đạo đức, hay các bên có những giá trị mâu thuẫn nhau có thể giải thích được sự khác nhau giữa các mâu thuẫn đó hay là việc lựa chọn niềm tin của họ. Khái niệm “Chính trực” xuất phát từ tiếng Latin là “integer”, nghĩa là “hoàn hảo” hay “trọn vẹn”. Trong cách hiểu này, lòng chính trực là một trạng thái nội tâm “hoàn hảo” bắt nguồn từ những đức tính như sự trung thực và sự bền vững về Đạo đức. Theo điều này, chúng ta có thể đánh giá một người “có lòng chính trực” theo mức độ người đó làm dựa trên các giá trị, niềm tin và nguyên tắc mà họ tuyên bố.
Những điểm đáng chú ý được gửi đến chủ đề về lòng chính trực trong Luật pháp và những ý tưởng về Luật pháp trong triết học về Luật pháp thế kỉ 20, những điều này là trung tâm trong công trình nghiên cứu của Ronald Dworkin trong tác phẩm “Law's Empire”. Quan điểm của Dworkin về lòng Chính trực trong Luật pháp củng cố quan niệm của công lý về sự công bằng.
Độ rộng của khái niệm về hệ thống các giá trị và phạm vi tương tác được áp dụng cũng có thể đóng vai trò như những nhân tố đáng chú ý trong việc xác định lòng Chính trực vì sự phù hợp hay thiếu sự phù hợp với sự quan sát. Một hệ thống giá trị có thể thay đổi theo thời gian khi mà một người vẫn có thể giữ lòng chính trực, nếu người ủng hộ các giá trị mới đó có thể giải thích và giải quyết sự thay đổi hành vi của mình.

## Kiểm chứng
Một người có thể kiểm tra sự chính trực của một hệ thống bằng 2 cách:
- Chủ quan – niềm tin về trách nhiệm của mình và sự vững vàng trong nội tâm, hay
- Khách quan – thông qua các phương pháp khoa học

Trong trường hợp các biện pháp kiểm tra chỉ được chấp nhận bởi bên được kiểm tra, thì bài kiểm tra được tạo bởi hệ thống các giá trị tương tự nhau như hành động trong câu hỏi và có thể đưa ra những bằng chứng chính xác. Vì vậy, quan điểm trung lập (neutral point of view) yêu cầu những phương pháp kiểm tra phải đạt được sự đồng thuận từ tất cả mọi người được hy vọng là tin tưởng vào kết quả của bài kiểm tra.

### Phương pháp khoa học
Các phương pháp khoa học khẳng định rằng một hệ thống với một sự trung thực hay đúng đắn hoàn hảo tạo ra ý kiến duy nhất trong sự hoạt động của nó mà chúng ta có thể đối chứng với những kết quả quan sát được. Trong trường hợp kết quả của bài kiểm tra phù hợp với dự đoán của các giả thuyết khoa học, thì sự trung thực hay đúng đắn tồn tại giữa nguyên nhân và kết quả của các giả thuyết theo những phương pháp và cách đo lường của nó. Trong trường hợp kết quả của bài kiểm tra không phù hợp, mối quan hệ nhân quả chính xác được mô tả trong giả thuyết không tồn tại. Để có thể duy trì một quan điểm khách quan, trung lập cần những phương pháp kiểm tra khoa học để lấy lại niềm tin của bên trung gian.
Ví dụ, Vật lý học Newton vật lý, thuyết tương đối và cơ học lượng tử là 3 hệ thống khác nhau, mỗi học thuyết được chứng minh một cách khoa học về tính đúng đắn của nó dựa vào khẳng định cơ sở ban đầu của nó cũng như các phương pháp, nhưng cả ba hệ thống đều đưa ra những kết luận khác nhau khi ứng dụng vào thế giới thực tế. Không học thuyết nào tuyên bố đã diễn được một chân lý tuyệt đối, mà chỉ là một hệ thống giá trị tốt nhất cho một viễn cảnh cụ thể nào đó. Vật lý học Newton mô tả một cách tương đối đầy đủ các hiện tượng trên Trái Đất, nhưng lại tính toán sai khoảng 10 feet khi ứng dụng vào việc tính toán của NASA về mặt trăng, trong khi thuyết tương đối lại cho một ra một kết quả chính xác trong vấn đề này. Về phần thuyết tương đối tổng quát, tuy nhiên, dự đoán không chính xác về toàn bộ cơ thể sống (Broad body) khi bị kiểm tra bởi phương pháp thực nghiệm của khoa học, trong khi cơ học lượng tử có thể chứng minh nó một cách hiệu quả hơn. Vì vậy tính trung thực hay đúng đắn của 3 hệ thống lý thuyết này chỉ đúng trong phạm vi hoạt động của chính nó.

## Trong đạo đức học
Trong đạo đức khi thảo luận về hành vi và đạo đức, một cá nhân được cho là có lòng chính trực nếu hành động của người đó dựa trên một nền tảng vững chắc các nguyên tắc trong lòng mình. Những nguyên tắc này nên tuân thủ một cách nhất quán với tiên đề hoặc định đề. Chúng ta có thể mô tả một người có đức tính chính trực tùy theo mức độ mà những hành động, niềm tin, cách ứng xử, cách đánh giá và các nguyên tắc của người đó xuất phát từ một nhóm các giá trị vững chắc riêng của chính anh ta. Một cá nhân, vì vậy, buộc phải biết quyền biến, mềm dẻo và sẵn sàng thay đổi những giá trị của họ để mà duy trì sự vững bền khi mà các giá trị này bị thách thức; giống như khi một kết quả mong muốn không diễn ra đúng với thực tế. Vì khả năng quyền biến này là một hình thức của trách nhiệm, nó được xem như một trách nhiệm mang tính đạo đức cũng như đạo đức cao thượng.
Một hệ thống các giá trị của một cá nhân cung cấp một “khung” mà tại đó người đó hành động một cách cố định và có thể dự đoán được. Tính chính trực có thể được hiểu như một tình trạng hay một thái độ duy trì một cái “khung” chuẩn này và hành động một cách phù hợp nhất với khung chuẩn này.
Một yếu tố cần thiết của một “khung” vững bền là nó cần tránh bất kì sự ngoại lệ vô lý nào đối với một người hay một nhóm người cụ thể nào – đặc biệt là người đó hay nhóm đó đang nắm giữ “khung” đó. Trong Pháp luật, các nguyên tắc ứng dụng rộng rãi này yêu cầu đối với những người có địa vị, quyền lực cũng phải tuân theo những quy định mà họ đặt ra cho công dân của họ. Trong đạo đức cá nhân, nguyên tắc này yêu cầu một người không nên hành động một cách vô nguyên tắc, điều mà chính họ cũng không mong muốn mọi người hành động giống như vậy. Ví dụ, một người không nên ăn cắp nếu như bản thân họ không muốn sống trong một thế giới mà mọi người đều là kẻ trộm. Nhà triết học Immanuel Kant cũng từng tuyên bố về những “nguyên tắc chung” cho mọi người trong tác phẩm mệnh lệnh phân cấp của ông.
Khái niệm Chính trực ám chỉ sự “toàn vẹn”, một nhóm đầy đủ về niềm tin, thường được xem như thế giới quan. Khái niệm về sự “toàn vẹn này” nhấn mạnh sự trung thực và ngay thẳng (authenticity), yêu cầu một người phải luôn hành động dựa theo thế giới quan của chính mình.
Sự chính trực mang tính đạo đức không đồng nghĩa với lòng tốt, như Zuckert and Zuckert đã đưa Ted Bundy như là một ví dụ:
Khi bị bắt, anh ta đã bảo vệ những hành động của anh ta với những giá trị đạo đức-thực tế khác biệt. Anh ta mỉa mai những giá trị đạo đức đó, như những giáo sư mà anh đã học các giá trị đạo đức khác biệt đó từ họ, những người mà vẫn sống cuộc sống của họ như thể có một cái giá trị chân lý mà họ xem những tuyên bố đó là quan trọng. Anh nghĩ họ là những thằng ngốc và anh là một trong số ít người có lòng dũng cảm và sự chính trực để sống một cuộc sống của mình vững chắc từ đầu đến cuối trong ánh sáng của chân lý, chân lý này xem trọng những phán xét của chính mình, bao gồm luôn cả mệnh lệnh “Ngươi không được giết người”, cũng chỉ là những khẳng định chủ quan.— Zuckert and Zuckert, The truth about Leo Strauss: political philosophy and American democracy

## Sự chính trực trong chính trị
Sự chính trực là một đức tính quan trọng đối với những chính trị gia vị họ đã được chọn, được bổ nhiệm hay được bầu để phục vụ cộng đồng. Để mà có thể phục vụ, mỗi chính trị gia sẽ được gửi một quyền lực nhất định tùy vào vị trí của họ để hoạt động. Họ có quyền để mà ảnh hưởng lên một việc hoặc một người nào đó. Tuy nhiên, sự liều lĩnh duy nhất ở đây là có thể các chính trị gia không sử dụng quyền lực này để phục vụ nhân dân. Aristotle đã từng nói rằng vì các nhà cai trị có quyền lực nên họ có thể bị cám dỗ để dùng nó cho những mục đích cá nhân. Như vậy, nó là quan trọng khi các chính trị gia cần phải chống lại những cám dỗ này, và điều này cần đến sự chính trực.
Trong tác phẩm “The Servant of the People”, Muel Kaptein mô tả rằng lòng Chính trực bắt đầu với các chính trị gia, những người hiểu rõ về trách nhiệm của mình, vì lòng Chính trực sẽ gắn liền với trách nhiệm của họ. Lòng chính trực cũng bao gồm kiến thức và sự tuân theo về cả hình thức lẫn nội dung của các Luật thành văn và Luật bất thành văn. Lòng chính trực còn là việc hành động một cách vững bền không chỉ dựa theo những gì được cho là Đạo đức, những gì mà đa số mọi người chấp nhận, mà cái chính là hành động theo lương tâm của họ, theo những gì mà các chính trị gia nên làm dựa vào những tranh luận hợp lý.
Ngoài ra, lòng Chính trực không chỉ là về việc tại sao một chính trị gia hành động như thế nào, mà còn về việc chính trị gia đó là ai. Khi muốn xem xét về lòng Chính trực của một người, chúng ta không chỉ quan sát những mục đích của họ mà còn phải dựa vào những nguyên nhân dẫn đến những mục đích đó, nhân cách của họ. Vì vậy lòng Chính trực là việc có một hệ giá trị Đạo đức đúng đắn cái mà có thể thấy được dựa vào cách ứng xử trong cuộc sống.
Nhân cách quan trọng nhất của một Chính trị gia là trung thành, khiêm tốn. và tinh thần trách nhiệm. Ngoài ra, họ nên là một người đáng tin cậy và một mẫu người của trách nhiệm. Aristotle đã từng mô tả lòng tự hào (megalopsuchia, được hiểu theo nhiều cách như lòng tự hào đúng đắn, một tâm hồn vĩ đại và sự khoan dung) như là một vương miện của Đạo đức, để chỉ ra sự khác biệt của nó với sự kiêu ngạo, tính kiềm chế và lòng khiêm tốn.

## Trong triết lý của luật pháp
Dworkin đã từng tranh luận rằng những giá trị Đạo đức mà hầu hết mọi người tôn thờ luôn luôn sai, thậm chí ông còn cho rằng những hành vi tội ác vẫn có thể được chấp nhận nếu hệ giá trị Đạo đức của một người bị sai lệch. Để phát hiện và ứng dụng những hệ giá trị Đạo đức này, Tòa án cần phải phân tích các dữ liệu của nó (Luật, trường hợp cụ thể,…) với một góc nhìn để mà ghép nối các phân tích, cái mà giải thích và chứng minh một cách tốt nhất việc hành pháp trong quá khứ. Dworkin nói rằng tất cả các phân tích buộc phải tuân theo quan niệm “Luật chính là sự chính trực” để quyết định mọi hành động.
Ngoài quan điểm cho rằng Luật pháp là sự phân tích theo cách kể trên, Dworkin cũng nói rằng trong mọi tình huống mà quyền hợp pháp của con người còn nhiều tranh cãi, cách phân tích hay nhất gồm một cách giải thích đúng, cách giải thích mà có tồn tại một câu trả lời đúng như là một vấn đề của Luật pháp mà Tòa án phải phát hiện ra. Dworkin phản đối quan niệm Tòa án có mọi quyền tự quyết trong những trường hợp khó xử.
Mô hình của Dworkin về những quy định của Luật pháp cũng tương tự như quan niệm của Hart về những “Luật về sự chấp nhận”. Dworkin chối bỏ các khái niệm của Hart về một Luật tuyệt đối trong mọi hệ thống Luật pháp cái mà xác định những Luật có giá trị, dựa trên nguyên tắc cơ bản là nó sẽ bao gồm việc tạo ra những Luật không gây tranh cãi, trong khi Dworkin thì cho rằng mọi người có quyền hợp pháp thậm chí trong trường hợp những kết quả pháp lý đúng đắn sẽ mở ra những tranh cãi hợp lý. Dworkin tránh xa những quan điểm chia cắt Luật pháp và Đạo đức của phái “thực chứng” (“positivism”), vì sự phân tích một cách có cấu trúc là nguyên nhân dẫn tới những phán xét Đạo đức trong mọi quyết định về quan niệm Luật pháp là gì.

## Những bài kiểm tra về những lựa chọn của công việc/Tâm lý
Những phương pháp được biết như “Những bài kiểm tra lòng chính trực” hay (một cái tên có nhiều tranh cãi hơn) “Những bài kiểm tra lòng trung thực" dùng để tìm hiểu những nhân viên xin việc, những người này có thể che giấu những quan điểm tiêu cực hay thái độ xúc phạm trong quá khứ của họ, như là một tiền án tiền sự, điều trị tâm thần hay lạm dụng ma túy. Việc phát hiện những ứng viên có những vấn đề kể trên có thể giúp nhà lãnh đạo tránh được những rắc rối mà có thể xảy ra trong quá trình làm việc với nhân viên của mình. Những bài kiểm tra lòng chính trực có thể đưa ra những kết quả chắc chắn, đặc biệt::
- Những người có một “sự chính trực thấp” đưa ra những câu trả lời thiếu thành thật
- Những người có một “sự chính trực thấp” cố gắng tìm những lý lẽ để giải thích những đức tính này
- Những người có một “sự chính trực thấp” nghĩ người khác có khả năng phạm tội cao hơn – ví dụ như trộm cắp. (Vì các ứng viên hiếm khi thật lòng nói với nhà tuyển dụng những khiếm khuyết trong quá khứ của họ, vì vậy những người kiểm tra “lòng chính trực” sẽ dùng phương pháp tiếp cận gián tiếp: để cho những người xin việc nói về những gì họ cho là khuyết điểm của người khác, một các rất bình thường, như một câu hỏi trên giấy của bài kiểm tra “lòng chính trực”)[6]
- Những người có “sự chính trực thấp” thường có những hành vi bốc đồng
- Những người có “sự chính trực thấp” có khuynh hướng nghĩ rằng xã hội nên trừng phạt một cách nghiêm khắc những hành vi lệch lạc, sai trái (Đặc biệt, “Những bài kiểm tra lòng chính trực” khẳng định rằng những người có quá khứ tội lỗi thường ủng hộ những biện pháp trừng phạt nghiêm khắc hơn đối với những hành vi phạm lỗi của người khác)

Bài kiểm tra có thể phát hiện những câu trả lời “giả dối”, có vai trò phát hiện ra những người có lòng chính trực thấp. Những ứng cử viên ngây thơ thực sự tin vào những câu hỏi đánh lừa này và vì vậy tự thú những lỗi lầm trong quá khứ cũng như suy nghĩ của mình về lỗi lầm của người khác. Họ lo sợ rằng nếu họ trả lời “không thành thật” những câu trả lời giả dối của mình sẽ chứng tỏ sự thiếu “chính trực” của họ. Những ứng viên này tin rằng họ càng trả lời thành thật bao nhiêu, thì điểm số về “lòng chính trực” của họ càng cao bấy nhiêu.

## Lòng chính trực trong những vấn đề khác
Những môn học và lĩnh vực cần có lòng trung thực gồm triết lý về hành động, triết lý về y học, toán học, trí tuệ, suy nghĩ, cảm nhận, vật liệu khoa học, kỹ thuật cấu trúc, và chính trị. Đa phần các chuyên ngành tâm lý học tìm hiểu về sự chính trực cá nhân, sự chính trực nghề nghiệp, sự chính trực trong nghệ thuật, sự chính trực của trí tuệ.
Khái niệm “Chính trực” cũng là một khái niệm quan trọng trong kinh doanh không chỉ về sự thành thật của lãnh đạo/nhân viên và đạo đức ứng xử mà cũng rất được quan tâm trong việc tiếp thị và xây dựng thương hiệu. Sự “Chính trực” của một thương hiệu được quan tâm như là một điều đáng mơ ước của những công ty đang mong muốn việc làm ăn vững bền và một vị trí vũng chắc trong lòng tin của khách hàng. Lòng chính trực về những thương hiệu bao gồm những thông điệp vững chắc và luôn gồm cả việc sử dụng những tiêu chuẩn mang tính chất hình ảnh để duy trì sự chính trực mang tính hữu hình để cho khách hàng có thể thấy được thông qua “giao tiếp marketing”. Kaptein và Wempe đã phát triển một lý thuyết toàn vẹn về lòng chính trực bao gồm những tiêu chuẩn những doanh nghiệp khi họ phải đối đầu với những quyết định khó khăn.
Một cách hiểu khác về khái niệm này, “Lòng chính trực” được sử dụng trong tác phẩm của Michael Jensen và Werner, xuất hiện trong những bài báo khoa học, “Lòng chính trực: một mô hình tích cực tổng hợp các yếu tố tiêu chuẩn tiềm ẩn về Đạo đức, Cách ứng xử và Tính tôn trọng Luật pháp”. Trong những bài báo này, các tác giả khám phá ra một mô hình mới về lòng Chính trực như là tình trạng toàn vẹn và hoàn hảo, không thể bị khuất phục, không thể bị phá hủy, đáng tin cậy, và luôn trong một tình trạng hoàn bị. Họ đặt ra một mô hình mới về sự chính trực, mô hình này cung cấp một cách tiếp cận đối với những hành vi xã hội đang gia tăng của các cá nhân, nhóm, tổ chức và xã hội. Mô hình của họ “tiết lộ những liên kết giữa sự chính trực và các hành vi ứng xử đang gia tăng, chất lượng của cuộc sống, sự tạo nên các giá trị cho các thực thể sống, và cung cấp cách tiếp cận đến nhữn glieen kết đó." Theo Muel Kaptein, Lòng chính trực không phải là khái niệm một chiều. Trong cuốn sách của mình, ông đưa ra một quan điểm đa chiều về lòng chính trực. Lòng chính trực liên quan đến, ví dụ, những nguyên tắc cũng như những quan điểm chung của xã hội, về Đạo đức cũng như cách ứng xử, về cả hành động cũng như thái độ.
Những tín hiệu điện tử được cho là chính xác khi không có sự sai sót về mặt thông tin từ một miền (domain) đến một miền khác, như là từ ổ đĩa đến màn hình máy vi tính. Sự chính xác này là một nguyên tắc cơ bản về tính an toàn thông tin. Thông tin sai thì không còn đáng tin cậy và những thông tin chính xác thì có giá trị.